# Деалу Гојешти (Алба)
Деалу Гојешти (рум. Dealu Goiești) насеље је у Румунији у округу Алба у општини Видра. Oпштина се налази на надморској висини од 920 m.

## Становништво
Према подацима из 2002. године у насељу је живело 73 становника, од којих су сви румунске националности.